# سلیمان موریانی
ابوایوب، سلیمان موریانی خوزی (؟ -۷۷۰م) وزیر عباسی ایرانی بود که در رشته‌های گوناگون علمی، مانند فلسفه، حساب، کیمیا، اخترشناسی و ادبیات پژوهش‌هایی داشت. او وزیر المنصور و از اهالی خوزستان بود. . عجیب است که یک ایرانی درباره ویران کردن ایوان کسری به منصور خلیفه عباسی مشاوره‌ داده است.